# Guerlédan
Guerlédan – gmina we Francji, w regionie Bretania, w departamencie Côtes-d’Armor. W 2013 roku liczba ludności wynosiła 2602 mieszkańców. 
Gmina została utworzona 1 stycznia 2017 roku z połączenia dwóch ówczesnych gmin: Mûr-de-Bretagne oraz Saint-Guen. Siedzibą gminy została miejscowość Mûr-de-Bretagne.